# Gare de Saint-Yrieix
La gare de Saint-Yrieix est une gare ferroviaire française des lignes de Nexon à Brive-la-Gaillarde et de Bussière-Galant à Saint-Yrieix, située sur le territoire de la commune de Saint-Yrieix-la-Perche, dans le département de Haute-Vienne en région Nouvelle-Aquitaine.
Elle est mise en service en 1875 par la Compagnie du chemin de fer de Paris à Orléans (PO). 
C'est une gare SNCF desservie par des trains TER Nouvelle-Aquitaine.

## Situation ferroviaire
Établie à 368 mètres d'altitude, la gare de Saint-Yrieix-la-Perche est située au point kilométrique (PK) 442,672 de la ligne de Nexon à Brive-la-Gaillarde, entre les gares ouvertes de La Meyze et de Coussac-Bonneval (s'intercalait la gare fermée de Champsiaux). Ancienne gare de bifurcation, elle est l'origine de la ligne de Bussière-Galant à Saint-Yrieix (déclassée).

## Histoire

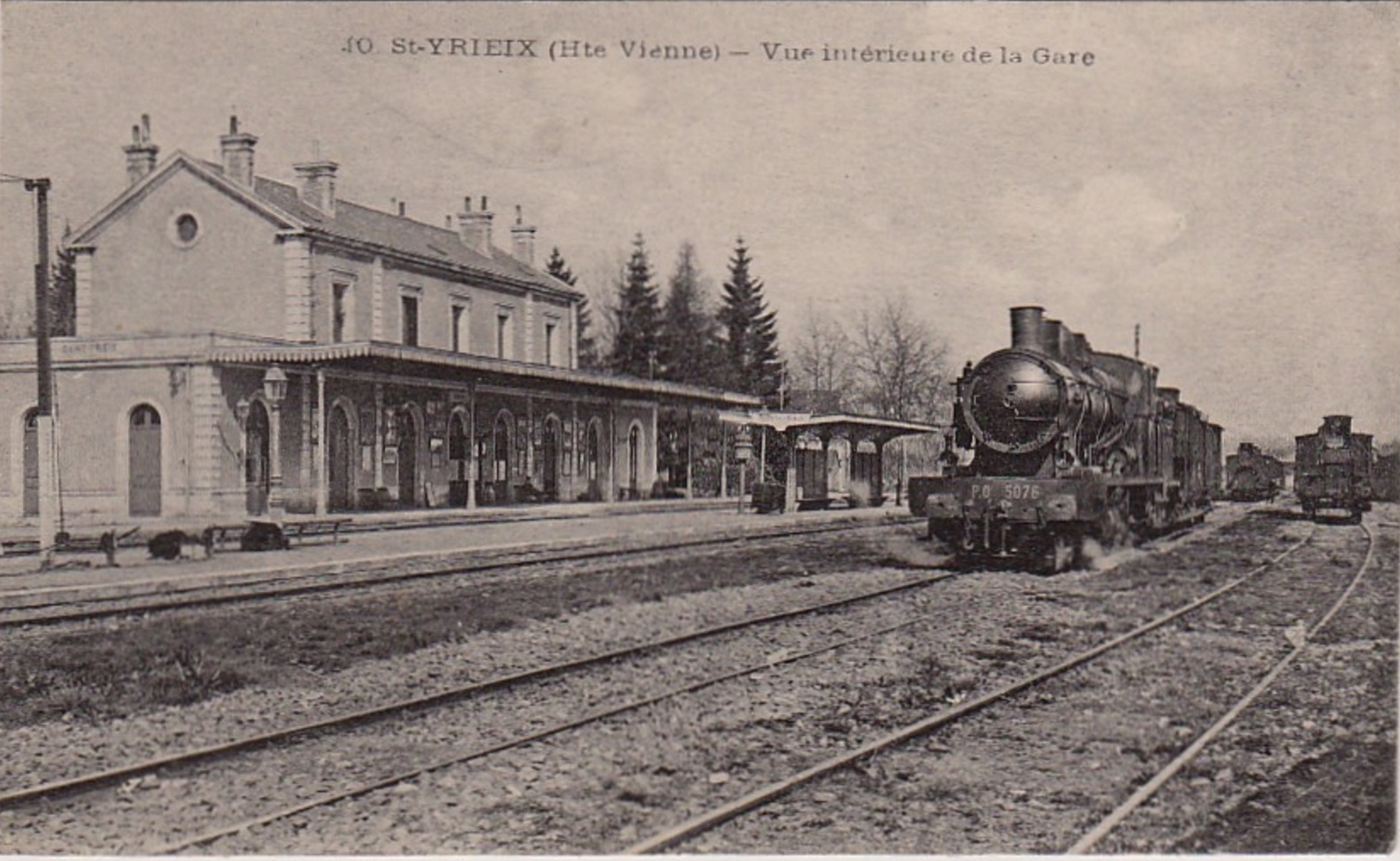
La gare de Sain-Yrieix vers 1920.

En 1874, la Compagnie du chemin de fer de Paris à Orléans (PO) active les travaux de sa ligne de Nexon à Brive afin de tenir les délais. Le 2 mars le ministre statue sur les derniers détails des stations à établir entre Champsiaux et Brive, la Station de Saint-Yrieix figure dans cette liste. 
La station de Saint-Yrieix est mise en service le 20 décembre 1875 par la Compagnie du PO, lorsqu'elle ouvre à l'exploitation sa ligne de Nexon à Brive.
En 2022, selon les estimations de la SNCF, la fréquentation annuelle de la gare était de 26 703 voyageurs contre 25 400 voyageurs en 2019.

## Service des voyageurs

### Accueil
Gare SNCF, elle dispose d'un bâtiment voyageurs, avec guichet et salle d'attente, ouvert du mercredi au vendredi entre 10h45 et 18h00, et fermé les autres jours de la semaine. Des aménagements, des équipements et un service sont disponibles pour les personnes à mobilité réduite.

### Desserte
Saint-Yrieix est une gare régionale SNCF du réseau TER Nouvelle-Aquitaine, desservie par des trains express régionaux de la relation Limoges-Bénédictins - Brive-la-Gaillarde. La gare est terminus depuis l’éboulement entraînant la fermeture du tronçon Objat - Saint Yrieix en 2018. Une réouverture prochaine est attendue par les usagers.

### Intermodalité
Un parc pour les vélos et un parking pour les véhicules y sont aménagés.
La gare est desservie par la ligne 323 du Réseau interurbain de la Dordogne.